# 뉴 성민병원
뉴 성민병원(New Sungmin Hopital)은 1993년 7월에 개원한 인천 서구 지역에 최초의 종합병원이다.

2008년 전국 최초로 보건복지부에서 시행하는 전문병원제도 '수지접합 분야' 시범기관으로 선정되었으며, 2023년 현재까지 '수지접합 전문병원' 타이틀이 이어지고 있다.

2023년 현재, 11개 진료과, 300여개 병상 규모의 병실(간호간병통합서비스병동 포함), 28명의 전문의, 150여명의 의료인력을 갖추고 있으며,

전문진료센터로는 수지·외상센터, 관절센터, 척추센터, 갑상선·유방센터, 뇌신경센터, 소화기내시경센터, 응급진료센터, 도수치료센터, 물리치료센터, 건간증진센터가 있다.

뉴성민병원은 인천 지역의 중증치료를 요하는 환자들에 대해 24시간 365일 최종치료를 제공하는 의료기관으로서 평가받고 있다.

## 역사
- 1993년 : 성민병원 개원 (진료과목 11개, 허가병상 206병상)
- 1994년 : 척추내시경도입, 인천 최초 척추·관절센터 및 갱년기 클리닉 개설
- 1994년 : 대한병원협회 인턴수련병원 지정
- 1996년 : 현대유니콘스 프로야구단 지정병원 체결
- 1996년 : * 대한병원협회 인턴수련병원 지정
- 1999년 : 장애인 무료수술사업실시
- 1999년 : 의료법인 성세의료재단 산하 서인천병원 개원
- 2004년 : 지역응급의료기관 지정
- 2005년 : 수지접합전문센터 ISO 9001 인증 획득
- 2008년 : 보건복지부 전문병원 시범사업병원으로 최초 선정 ('수지접합 분야') (수지접합 및 수부 수술 건수 전국 1위, 수지접합 성공률 전국 최상위권)
- 2009년 : 미국미세재건학회(ASRM)초청 논문발표
- 2009년 : 지식경제부 선정 수출형 디지털시범병원 (전국 3개 병원 중 1곳) 연세대학교 산학협력센터 MOU 체결
- 2010년 : 우수전문병원 시범기관 선정
- 2010년 : 정형외과부문(수지접합) 보건복지부장관 표창
- 2010년 : 세계수부외과학회 최다논문채택(6편)
- 2010년 : EMR(Electronic Medical Records) 도입
- 2011년 : 지식경제부 WBS 프로젝트 시범병원
- 2011년 : 보건복지부 지정 수지접합 전문병원 1기
- 2011년 : 정형외과부문(수지접합) 보건복지부장관 표창
- 2011년 : 안병문 의료원장 세계 3대 인명사전 등재 (IBC '2011 세계 100대 의학자', '2011년 국제히포크라테스상' 수상 / ABI '21세기의 위대한 지성인' / 마르퀴즈후즈후(Marquis Who's Who ion the world 2012) 등재 / 한국인물연구원 2012 한국현대인물열전 33인 선정
- 2012년 : 위험성평가 시범사업 안정병원 (중부지방고용노동청 인천북부지청)
- 2012년 : 인천광역시 자살지도자 관리체계 강화위한 응급의료기관 협약병원 (인천시청)
- 2012년 : 인천 실내&무도 아시아경기대회 지정병원
- 2012년 : 인천광역시 생명사랑 협약병원 (인천시청)
- 2012년 : *안병문 의료원장(ABI중요한 지도자 500인(500 Great Leaders) 선정 / IBC 세계 100대 과학자(Top 100 SCIENTIST 2012) 선정 / IBC '올해의 의학자'(2012) 선정 / 마르퀴즈후즈후(Marquis Who's Who ion the world 2013) 등재
- 2013년 : 신관 개원 (108병상)
- 2013년 : 산채우수기관 선정
- 2013년 : * 안병문 의료원장(마르퀴즈후즈후(Marquis Who's Who ion the world 2014) 등재)
- 2014년 : 근로복지공단 '산재보험 전국 최우수의료기관' 선정
- 2014년 : 2014인천아시아경기 및 장애인아시아경기 대회 공식지정병원 선정
- 2014년 : 척추센터, 관절센터 확장 개소
- 2014년 : 허가병상 299병상
- 2014년 : 보건복지부 지정 '인증 의료기관'획득 (2014.08.07~2018.08.06)
- 2014년 : 2014 응급의료기관평가 최우수 등급
- 2014년 :  * 안병문 병원장 (마르퀴즈후즈후 5년 연속 등재 (Marquis Who's Who ion the world 2015) 등재 / 안병문 병원장 영국 IBC 주관 '세계 100대 과학자'연속 2회 선정)
- 2015년 : 보건복지부 지정 수지접합 전문병원 2기
- 2015년 : 도수치료센터 개소
- 2016년 : 검단 종합검진센터 개원
- 2016년 : 정형외과 개원의 심포지움 개최
- 2016년 : 수도권매립지 주민건강검진 지정병원 선정 (수도권매립지 주민건강검진 실시기관)
- 2016년 : 국군수도병원 의료지원 MOU체결
- 2017년 : 대한진단검사의학회, '우수검사실 신임 평가'인증병원 (2017.5.1~2018.4.30)
- 2017년 : 간호간병통합서비스 병동 개소
- 2017년 : 수도권매립지 주민건강검진실시, 수검율 1위 달성
- 2017년 : 고용노동부 산업안전관리공단 특수건강진단기관 평가(206개소), A등급
- 2017년 : 근로복지공단 산재용양기관 평가, 전국 500개 기관 중 1위 (1등급, 95.21점)
- 2017년 : 개원의를 위한 정형외과 심포지움 개최
- 2018년 : 보건복지부 지정 수지접합 전문병원 3기
- 2018년 : 관절센터 '인공관절치료 효과'논문 SCI_E 저널 채택
- 2018년 : 2018-2019 수도권매립지 영향지역 주민건강검진 공식지정병원 선정 대학수부외과학회, 수련병원 지정
- 2018년 : 대한진단검사의학회, '우수검사실 신임평가' 인증병원
- 2018년 : 신관 증축 (6~8병동 오픈) 및 간호간병병동 추가오픈 (6병동, 총 100병상)
- 2018년 : 개원의를 위한 정형외과 심포지움 개최
- 2019년 : 수도권매립지 영향지역주민 건강검진사업 완료 (3개 병원 중 1위 : 43% 달성)
- 2019년 : 박성준 병원장(전 중앙대병원장) 취임
- 2019년 : 신관 대학병원 수준의 수술실 개소
- 2019년 : 대한진단검사의학회 '우수검사실 신임평가' 최우수등급 인증 병원
- 2019년 : 2019 New Vision 선포식
- 2019년 : '뉴성민병원' 병원명 변경
- 2019년 : 영종분원, 영종국제병원(77병상), 5개 진료과목(정형외과, 신경외과, 내과, 영상의학과), 종합검진센터, 도수·물리치료센터, 비뇨의학과 개설
- 2020년 : 갑상선·유방센터 확장개소
- 2020년 : 협력기관 간 진료의뢰·회송 시범사업 보건복지부
- 2020년 : 보건복지부 'COVID-19 선별진료소' 지정
- 2020년 : 보건복지부 'COVID-19 국민안심병원' 지정
- 2020년 : 산부인과 개설
- 2020년 : 대한진단검사의학회, '우수검사실 신임평가' 최우수등급 인증병원
- 2020년 : 보건복지부 의료기관 인증평가원 3기 우수 종합병원 인증
- 2021년 : 호흡기전담클리닉 개설
- 2021년 : 이강현 병원장 이·취임식
- 2021년 : 보건복지부, 수지접합전문병원 4기(4회 연속) 지정
- 2022년 : 코로나19(COVID-19) 거점 전담 병원 운영
- 2022년 : 코로나19(COVID-19) 병상관리 유공상 표창
- 2023년 : 코로나거점병원 종료 정상진료 개시
- 2023년 : 인공신장실 개설
- 2023년 : 건강증진센터 확장 오픈
- 2023년 : 세계청소년잼버리대회 지원
- 2023년 : 뉴성민병원 개원 30주년 기념식 개최
- 2024년 : 인천시, 1섬 1주치 도서지역 무료진료 업무협약
- 2024년 : 보건복지부, 수지접합전문병원 5기(5회 연속) 지정
- 2024년 : 국가건강보험공단, 4주기(2021~2024) 국가건강검진 기관평가 최우수기관 선정
- 2024년 : 대한진단검사의학회, '우수검사실 신임평가' 최우수등급 인증병원 (2024.07.01.~2025.06.30.)
- 2024년 : 보건복지부 의료기관인증평가원, 4기 우수종합병원 인증 획득 (2024.12.08.~2028.12.07.)